# Ernst Stahl

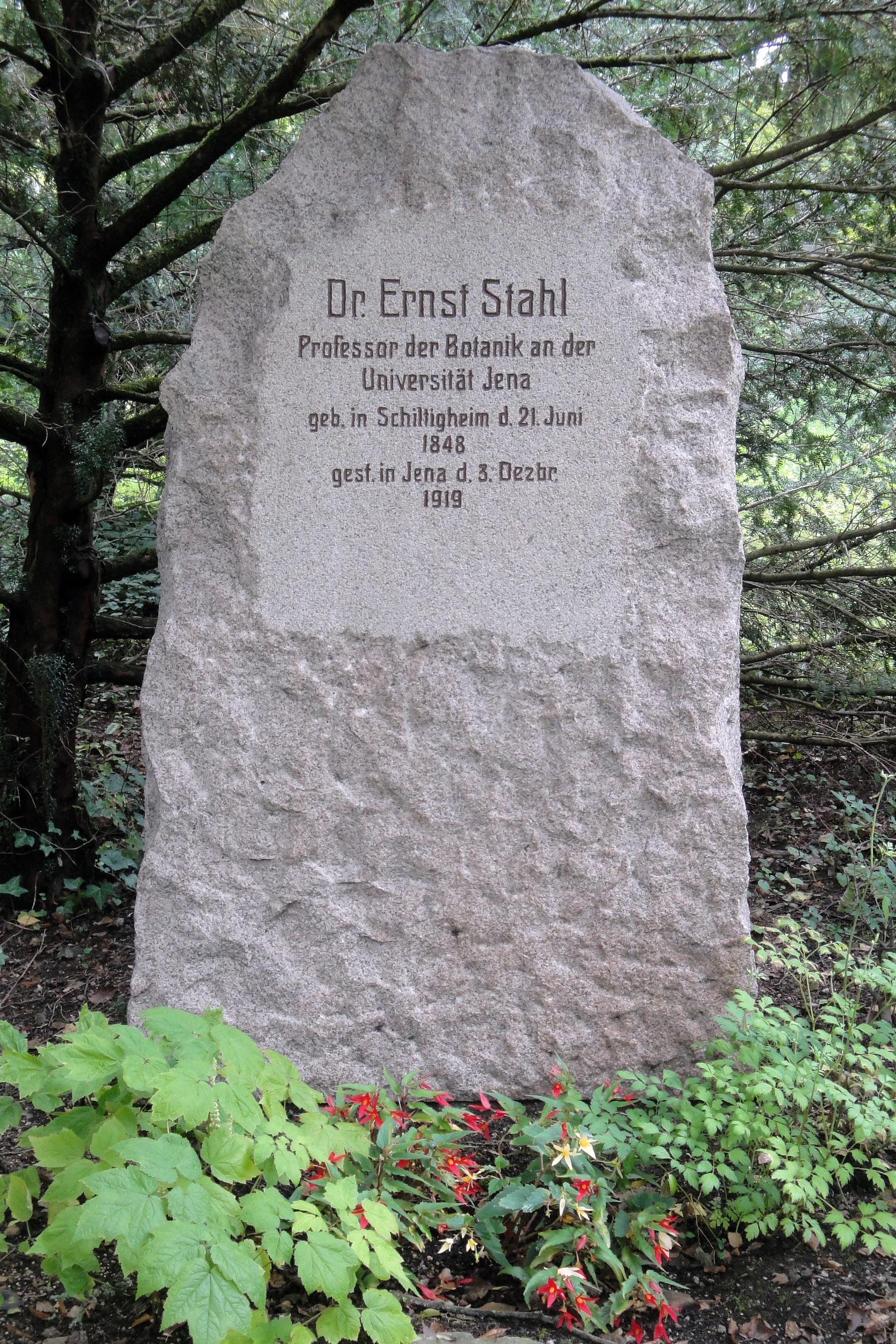
Grav i Jena

Christian Ernst Stahl, född 21 juni 1848 i Schiltigheim, Alsace, död 3 december 1919 i Jena, var en tysk botaniker.
Stahl blev 1880 extra ordinarie professor i botanik i Strasbourg och 1881 professor och föreståndare för botaniska trädgården i Jena. Hans mest betydande forskning omfattar växtfysiologi och -biologi samt experimentella, fysiologisk-morfologiska undersökningar, varvid särskilt bladens form, ställning och färg utgör föremålet.
Arbeten i denna riktning är bland annat Ueber sogenannte Kompasspflanzen (andra upplagan 1883), Pflanzen und Schnecken (1888), Regenfall und Blattgestalt (1893), Ueber bunte Laubblätter (1896), Ueber den Pflanzenschlaf etc. (1897) och Biologie des Chlorophylls (1909). Han blev ledamot av Vetenskapssocieteten i Uppsala 1911.